# Rozpočítadlo

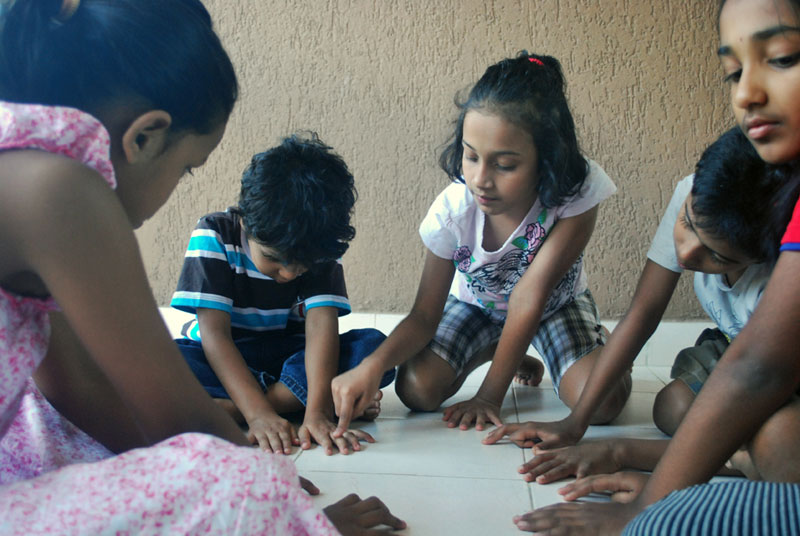
Indické děti se rozpočítávají

Rozpočítadlo (dříve též rozpočitadlo) je krátký lidový slovesný útvar, nejčastěji dětská říkanka (říkadlo), která se používá při různých společenských hrách a událostech pro pseudonáhodný výběr některé přítomné osoby (typicky dítěte).

## Charakteristika
Rozpočitadla se vyznačují mimo jiné tím, že často používají slova bez významu (obvykle nepoužitá nikde jinde), nejasného původu (někdy alegorizující silným zkomolením cizí, v češtině nejčastěji německá slova), se zvýrazněnou rytmickou funkcí. Rytmus zde udržuje silněji, než v běžné mluvě zvýrazněný přízvuk.
Jedná se o projev dětské lidové slovesnosti, patří mezi tzv. říkadla (sem patří dále škádlivky a jazykolamy). Šíří se ústním podáním od člověka ke člověku, z generace na generaci, podobně jako  úsloví, ustálená rčení, pořekadla, průpovídky, aforismy, anekdoty, lidové písničky apod. 

## Známá rozpočítadla

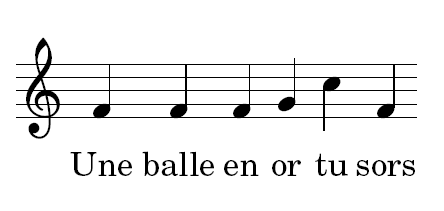
Melodie francouzského rozpočítadla Une balle en or

- Ententýky dva špalíky, čert vyletěl z elektriky. Bez klobouku, bos, natloukl si nos. Byla boule veliká jako celá Afrika.
- Plave mýdlo po Vltavě, jakou barvu asi má? (vybraný zvolí barvu, např. Zelenou.) Ze – le – ná.
- Enyky benyky kliky bé, ábr, fábr, dominé, [elce, pelce, do pekelce,] ...
- U potoka roste kvítí, říkají mu petrklíč, na koho to slovo padne, ten musí jít z kola pryč.
- Eeny, meeny, miny, moe (anglické)
- Une balle en or tu sors (francouzské, přibližný překlad „zlatý míč, ty jdeš pryč“)
- Hastrmane, tatrmane, dej nám kůži na buben, budeme ti bubnovati, až vylezeš z vody ven.
- Kolo, kolo sýra a v něm samá díra. Kdo ho vrtal celý den, provrtá se z kola ven.